# Welkom
Welkom è una città sudafricana che si trova all'interno della provincia di Free State e dista 158 km a nord-est dal capoluogo Bloemfontein.
La città di Welkom, parola che in afrikaans significa "benvenuto", è stata fondata nel luglio 1948 ed è divenuta una municipalità nel gennaio 1961. Grazie alla sua rapida crescita è diventata la seconda più grande città di Free State.
Oggigiorno è sede amministrativa e legislativa della municipalità locale di Matjhabeng, all'interno del distretto di Lejweleputswa.

## Storia
Prima della nascita di Welkom, tra il 1937 e il 1947, l'area geografica in questione fu un insediamento dedito all'estrazione mineraria. Nel 1947, in seguito alla scoperta di un ricco giacimento aurifero nella fattoria St Helena, il presidente della Anglo American Corporation Sir Ernest Oppenheimer annunciò la sua volontà di volere costruire una nuova città-giardino.

## Popolazione
La città di Welkom, secondo il censimento del 2011, è composta da una popolazione di 64.130 abitanti. Il 60,74% sono neri africani, il 26,86% bianchi, l'11,14% coloured più altre restanti minoranze.
Il 38,44% degli abitanti parla l'afrikaans, il 33,38% il sesotho, il 10,67% l'inglese, l'8,89% l'isiXhosa, il 2,38% il setswana, l'1,95% l'isiZulu più altre lingue parlate dalle minoranze.
Includendo anche i principali sobborghi limitrofi di Hani Park, Riebeeckstad e Thabong, l'estensione superficiale raggiunge i 212,70 km² e una popolazione di 211.011 abitanti.

## Geografia fisica
Welkom si trova nell'angolo sud-occidentale del bacino di Witwatersrand, una formazione geologica che si origina nel Witwatersrand e che è nota per le sue ingenti riserve aurifere. Il bacino, situato sul cratone di Kaapvaal, è formato da una successione di rocce sedimentarie spessa 6 chilometri e si estende lateralmente per centinaia di chilometri.
Il più grande corpo idrico è il fiume Sand, che si estende dalla zona sud-orientale di Welkom dirigendosi verso la città di Virginia. Tra i laghi si citano il Flamingo e il Theronia, presso i quali è anche possibile praticare il birdwatching.

## Economia
L'economia di Welkom è principalmente basata sull'estrazione di oro e uranio, oltre al contributo del comparto agricolo. Welkom occupa un ruolo centrale nell'ambito dell'estrazione aurifera in Free State, mentre per quanto riguarda l'agricoltura si sottolinea il ruolo che questa città ha all'interno del cosiddetto "triangolo del mais". Welkom possiede anche un numero significativo di riserve di carbone. Vengono prodotti anche altri generi di merci come l'acciaio, il legname e la carne bovina.

## Infrastrutture e trasporti
Welkom è sede di un piccolo aeroporto ed è servita da un ramo ferroviario che percorre la linea principale tra Johannesburg e Città del Capo.

## Sport
L'impianto sportivo più importante di Welkom è rappresentato dalla pista da corsa Phakisa, che ospita eventi internazionali legati agli sport motoristici.
A Welkom sorge anche il North West Stadium, lo stadio in cui si giocano le partite dei Griffons, squadra di rugby a 15 fondata nel 1968.